# Cantonul Villé
Cantonul Villé este un canton din arondismentul Sélestat-Erstein, departamentul Bas-Rhin, regiunea Alsacia, Franța.

## Comune
- Albé
- Bassemberg
- Breitenau
- Breitenbach
- Dieffenbach-au-Val
- Fouchy
- Lalaye
- Maisonsgoutte
- Neubois
- Neuve-Église
- Saint-Martin
- Saint-Maurice
- Saint-Pierre-Bois
- Steige
- Thanvillé
- Triembach-au-Val
- Urbeis
- Villé (reședință)